# بودجودومو
بودجودومو (بالإيطالية: Poggiodomo)‏ هي بلدية في مقاطعة بيرودجا في إقليم أومبريا في إيطاليا.

## السكان
في سنة 1861 بلغ عدد السكان 988 نسمة، وتطور العدد ليصل في سنة 2012 لـ 135 نسمة.
يظهر هذا المخطط البياني تطور النمو السكاني لـ بودجودومو